# مینو (ماهی)
مینو (به انگلیسی: Minnow)، نام رایج تعدادی از گونه‌های ماهی‌های کوچک آب شیرین است که به چندین سرده از خانواده کپورماهیان وابستگی دارند. آنها همچنین در ایرلند به عنوان pinkeens شناخته می‌شوند.
ماهی‌های کوچک‌تر در زیرخانواده قنات‌ماهیان توسط ماهیگیران به‌عنوان ماهی مینوی «واقعی» در نظر گرفته می‌شوند.
یک پشه‌ماهی